# Optimax
Optimax är en båtmotor tillverkad av Mercury Marine. Motorn är en direktinsprutad tvåtakts utombordsmotor, baserad på teknologi från det australiensiska teknologiföretaget Orbital Corporation.